# Christer Hjort
Christer Hilding Hjort, född 18 oktober 1942 i Nyköping, död 11 augusti 2020 i Vänersborg, var en svensk officer i Flygvapnet.

## Biografi
Christer Hjort blev fanjunkare i Flygvapnet 1971. Han befordrades till fänrik 1972, till löjtnant 1972, till kapten 1975, till major 1983, till överstelöjtnant 1987 och till överste 1994.
Hjort inledde sin militära karriär 1963 som fältflygare i Flygvapnet vid Skaraborgs flygflottilj (F 7), efter att ha utbildat sig till fältflygare vid Krigsflygskolan (F 5). År 1972 blev han officer. Åren 1963–1987 kom att han att tjänstgöra vid F 7, bland annat som divisionschef för 71. attackflygdivisionen (Gustav Röd) åren 1979–1983. År 1987 blev han chef för Flygavdelningen vid Första flygeskadern (E 1). År 1994 blev han chef för Produktionssektionen vid Flygvapenledningen. Åren 1994–1997 var han flottiljchef för Hälsinge flygflottilj (F 15). Han blev flottiljens sista ordinarie flottiljchef, och då flottiljen avvecklades 1998 lämnade Hjort samtidigt Försvarsmakten. Han är begravd på Katrinedals kyrkogård i Vänersborg.